# 迪士尼商店
迪士尼商店（Disney Store）是一間國際性的連鎖商店，專門販售與迪士尼相關的商品，其中許多為獨家商品。迪士尼商店是迪士尼消費者產品（Disney Consumer Products）公司的一部分。

## 歷史
第一間迪士尼商店於1987年3月28日在美國加州格倫代爾的格倫代爾購物中心（Glendale Galleria）開幕。1990年4月，第50間迪士尼商店在加州蒙特克莱尔的蒙特克萊爾廣場（Montclair Plaza）開業，第一天吸引了25,000名顧客造訪，而同時開幕的也包括了第一間「米奇廚房」（Mickey's Kitchen）速食餐廳。
1990年11月，第一間美國海外的迪士尼商店在英格蘭倫敦的牛津街（Oxford Street）開幕。第二間米奇廚房於1991年5月在伊利諾伊州绍姆堡開幕。
日本和澳大利亞的首間迪士尼商店皆在1992年開幕。迪士尼商店在1992年3月關閉了兩間米奇廚房，雖然顧客的評價反應良好，但營收卻只能維持平衡，而迪士尼計畫專注在海外的擴張，因此決定關閉兩間餐廳。
2000年9月，兩間重新設計的迪士尼商店在加州科斯塔梅薩和紐澤西州櫻桃丘開幕，店內有更大的空間，以及可直接購買迪士尼樂園門票的電腦工作站。迪士尼宣布計畫將旗下350間店面以新設計進行改裝，但同時也宣布將關閉世界各地共100間分店。分析家認為這是因為迪士尼商店的過度擴張。2001年4月時已有20間迪士尼商店採用了新設計。
2003年3月31日，迪士尼商店在澳大利亞的16間分店全部關閉。

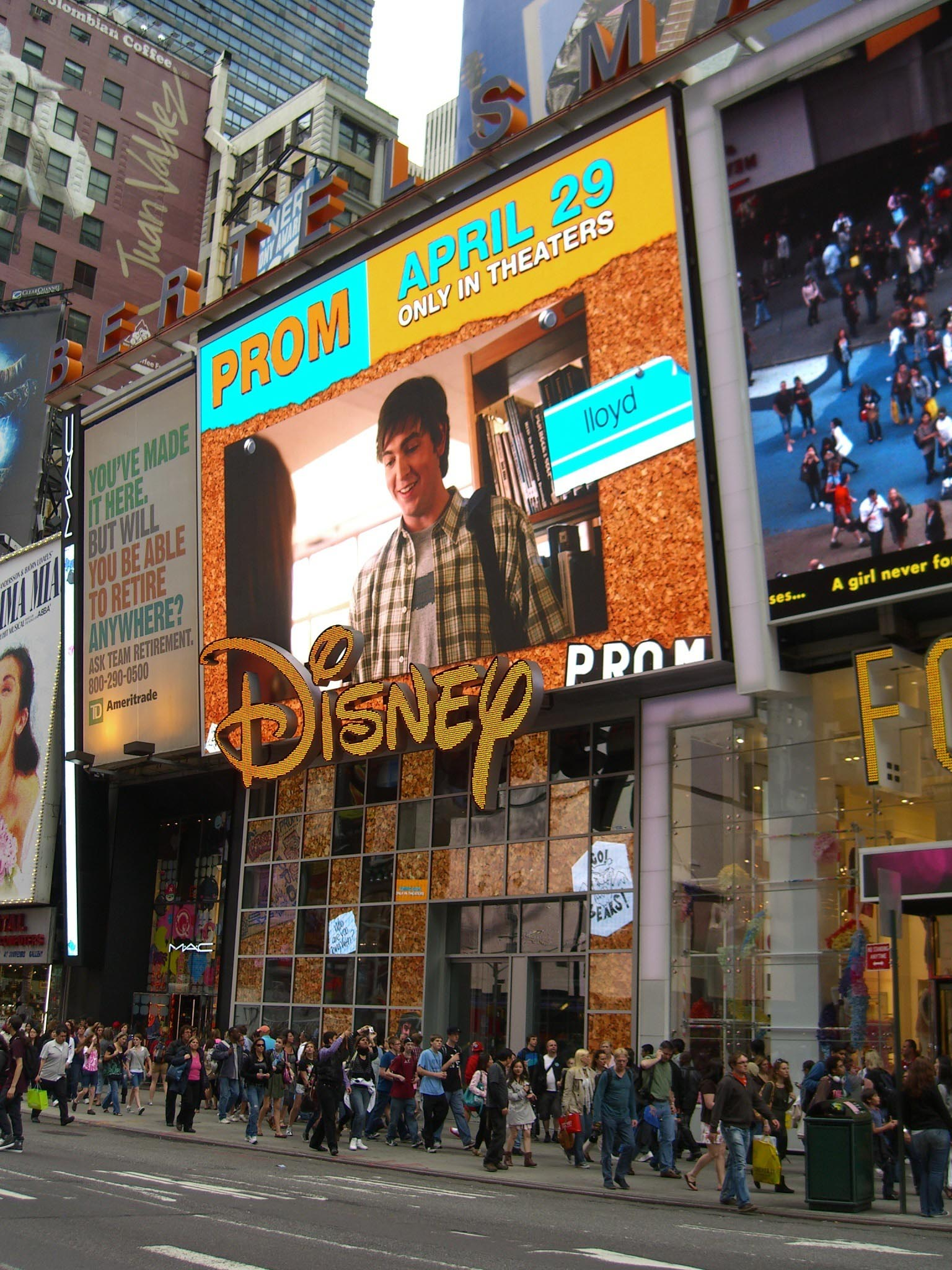
時代廣場的迪士尼商店。

雖然迪士尼商店的銷售收入維持強勁，但營運成本和人事問題讓華特迪士尼公司決定將迪士尼商店轉為授權營運形式。日本的迪士尼商店在2002年賣給了Oriental Land，大多數的北美洲分店則在2004年11月賣給了The Children's Place。華特迪士尼公司保留了歐洲的迪士尼商店，以及紐約市的曼哈頓店（隨後改裝為迪士尼世界（World of Disney）商店）。
The Children's Place在獲得授權後決定透過開設更多分店、降低商品初始售價的方式來重新活化北美洲的迪士尼商店。在此之前，迪士尼商店以經過不當調高的初始售價聞名，這些商品的售價都會在上架後數週內迅速調降。此外，The Children's Place也開設了迪士尼商店暢貨中心，這些雖然商品售價較一般分店低廉，但由於營運成本更低，實際上的利潤更佳。然而，由於迪士尼的授權合約相當嚴格，其中規定了營運者必須投入大量資金來改建、更新商店，因此促使The Children's Place決定退出經營迪士尼商店。
2008年3月20日，The Children's Place旗下負責經營迪士尼商店的Hoop Retail公司宣布正洽談將迪士尼商店賣回給華特迪士尼公司。Hoop Retail並在3月聲請了第11章破產保護。2008年5月1日，北美洲的迪士尼商店再度重新回歸迪士尼，由旗下的迪士尼消費者產品（Disney Consumer Products）公司負責營運
迪士尼在2009年11月宣布將對所有迪士尼商店分店進行「重新出發」、「品牌重新包裝」計畫，這項計畫是由曾開創蘋果零售店概念的史蒂夫·賈伯斯發起。新型態的迪士尼商店由紐約的設計公司「Pompei A.D.」負責規劃。
Oriental Land在2010年3月31日將日本的迪士尼商店賣回給華特迪士尼公司。
愛爾蘭的第一間迪士尼商店在2011年5月18日開幕。
2012年9月初，美國的第一間迪士尼嬰兒商店在加州格倫代爾開幕。2012年9月21日，迪士尼宣布將與零售商傑西潘尼合作，在520間傑西潘尼商場內設置750至1100平方英尺的迪士尼商品專區2013年10月25日，迪士尼宣布第一間在中國上海的迪士尼商店將在2015年開幕。這間新的分店將成為世界上最大的迪士尼商店，總面積約為53,000平方英尺。

## 資料來源
1. ↑  Stevenson, Richard W. . New York Times. May 4, 1990: D1,D18  [March 7, 2014]. （原始内容存档于2014-09-25）.
2. 1 2  Vaughan, Vicki. . Orlando Sentinel. March 28, 1992  [March 7, 2014]. （原始内容存档于2014-03-07）.
3. 1 2  . Los Angeles Times. Bloomberg News. September 11, 2001  [27 November 2012]. （原始内容存档于2013-11-03）.
4. 1 2  . Australasian Business Intelligence. Inside Retailing - ABIX via COMTEX. October 15, 2002  [May 20, 2014]. （原始内容存档于2014-06-29）.
5. ↑  Verrier, Richard. . Los Angeles Times. March 2, 2002  [August 6, 2014]. （原始内容存档于2014-08-12）.
6. ↑  . Los Angeles Times. Reuters. May 2, 2008  [27 November 2012]. （原始内容存档于2013-06-01）.
7. ↑  Daniel, Robert. . MarketWatch. 2008-03-27  [2012-11-27]. （原始内容存档于2012-10-11）.
8. ↑  . USA Today. AP. 2008-05-01  [2012-11-27]. （原始内容存档于2014-03-08）.
9. ↑  Chmielewski, Dawn C. . Los Angeles Times. 2011-09-06  [2012-11-12]. （原始内容存档于2017-10-27）.
10. ↑  Barnes, Brooks. . The New York Times. 2009-10-13  [2010-05-01]. （原始内容存档于2015-04-03）.
11. ↑  Loewe, Erin. . DDI. March 21, 2011  [June 19, 2011]. （原始内容存档于2011年9月16日）.
12. ↑  . Company Profiles. Business Week.   [2012-11-27]. （原始内容存档于2013-01-18）.
13. ↑  . The Mirror (London, England). 2011-03-23  [2014-05-20]. （原始内容存档于2014-06-29）.
14. ↑  Cox, Josh. . Glendale News-Press. 2012-09-06  [2014-05-20]. （原始内容存档于2014-07-26）.
15. ↑  . Women’s Wear Daily. 2012-09-19  [2013-02-19]. （原始内容存档于2012-12-13）.
16. ↑  . The Hollywood Reporter. 2013-10-25  [2013-10-25]. （原始内容存档于2013-10-29）.

## 外部連結
- DisneyStore.com （页面存档备份，存于）